# János Kulka
János Kulka (Budapest, 11 de desembre de 1929 - Stuttgart, 18 d'octubre del 2001) fou un director d'orquestra hongarès.
Dirigí l'Òpera de Budapest (1953-1956), l'Òpera Estatal bavaresa (1957-1959), la Staatsoper d'Hamburg (1961-1964); fou director de música a Wuppertal (1964-1975); director principal a l'Òpera Estatal de Stuttgart des de 1976; i director del Nordwestdeutsche Philharmonie, (1976-1987). Entre les estrenes que va dirigir trobem el Doktor Faust de Konrad Boehmer amb l'Òpera de París (1985).